# Končistá
Die Končistá (deutsch Kontschista, ungarisch Koncsiszta, polnisch Kończysta) ist ein Berg in der Hohen Tatra in der Slowakei mit einer Höhe von 2538 m n.m. Der Berg befindet sich auf einem vom Berg Popradský Ľadový štít (2396 m n.m.) verlaufenden Seitengrat und stellt dessen höchste Erhebung dar, bevor der Grat steil nach Süden abfällt. Im Westen gehen die Hänge Richtung Tal Štôlska dolina, im Osten in das Tal Batizovská dolina über.

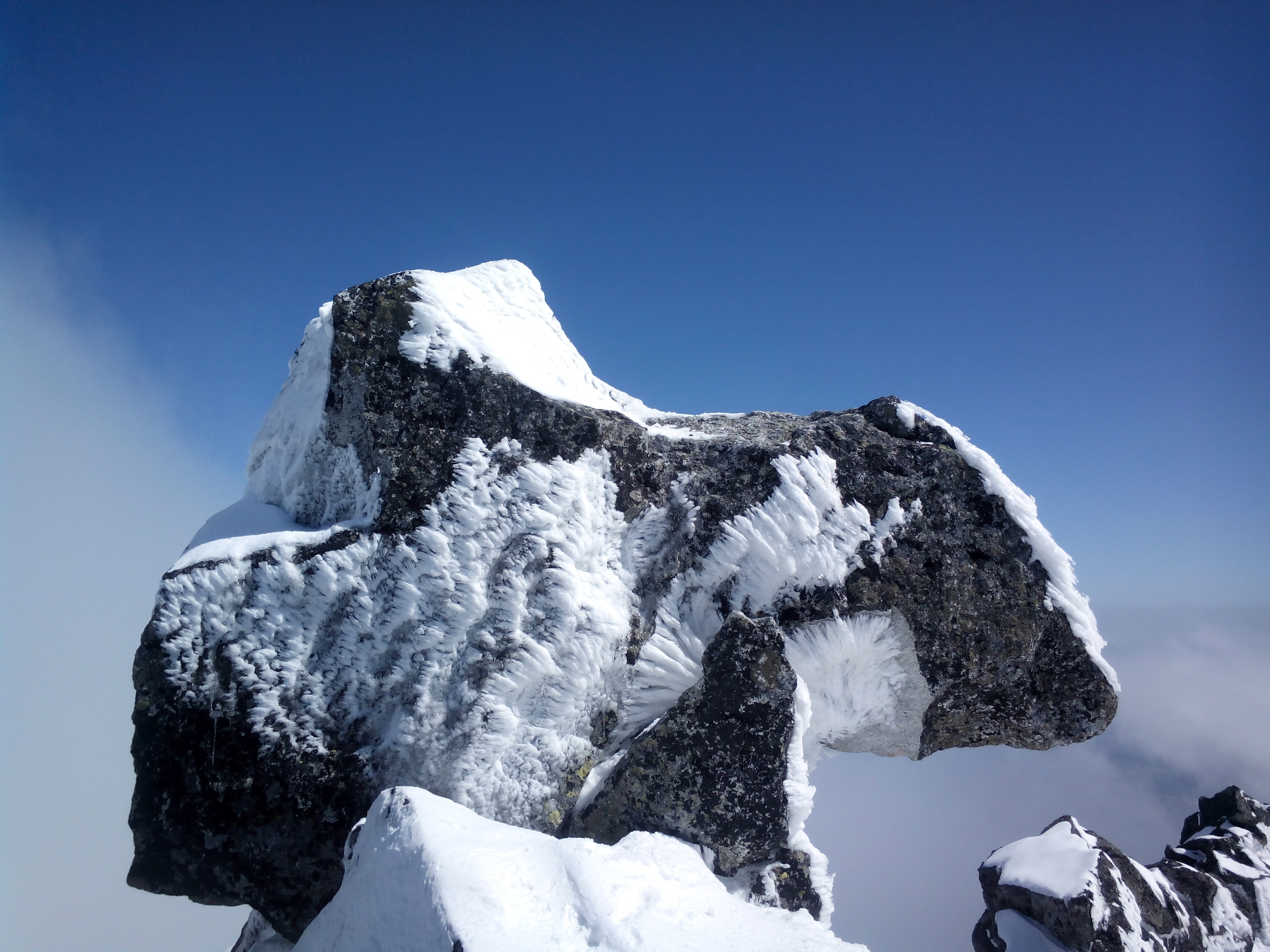
Der „Amboss“ am Gipfel vor September 2019

Die Končistá hat drei Gipfel, der höchste heißt Jármayho stôl (deutsch Jármay-Tisch) und ähnelte der Gestalt nach einem Pferdekopf oder einem Amboss, allerdings wurde diese Form im September 2019 durch einen Blitzschlag beschädigt.
Historisch erscheint der Berg zusammen mit dem Batizovský štít zum ersten Mal 1717 in einer Skizze der Hohen Tatra von Georg Buchholtz d. J. als Batisfalvensis mons. Zu dieser Zeit wurde zwischen den beiden Bergen nicht unterschieden, Zipser Sachsen nannten den Berg Hochkamm. Der Name Končistá für den höchsten Gipfel des Seitengrats erschien erst in den 1860er Jahren und leitet sich vom slowakischen Adjektiv končistý, auf Deutsch spitz, ab und soll die Gestalt, insbesondere wenn vom Süden oder Norden betrachtet, charakterisieren. Da die Končistá unter den höchsten Tatrabergen relativ leicht erreichbar ist, war sie schon in der Zeit vor dem Ersten Weltkrieg von den Bergführern verachtet, weil sie „auch trottelnd auf einem verreckenden Pferd“ zu besteigen sei. Die Bergführer waren aber tatsächlich mit der fixen Gebühr von acht Kronen unzufrieden, andererseits jagten Bergführer wie Ján Ruman-Driečny oder Ján Pastrnák Gämsen in der Umgebung und wollten deshalb ihre Jagdreviere nicht durch Touristen stören lassen. Trotz der Erreichbarkeit galt der „Amboss“ lange als unbestiegen und die Bergwanderungen endete sieben Meter unter dem Gipfel. In der Zeitschrift Zipser Bote vom 24. August 1878 veröffentlichte Viktor Lorenc Details über seinen fehlgeschlagenen Versuch im Frühling 1876, zusammen mit Ján Ruman-Driečny, einem Schlösser namens Samuel und einem Botaniker. In derselben Zeitschrift berichtete 1891 László Jármay, Arzt in Starý Smokovec (deutsch Altschmecks), über seinen Aufstieg am 11. September 1891 und erwähnte dabei eine nicht näher datierte Erstbesteigung des Gipfels durch Lorenc. Die erste Winterbesteigung führte am 17. Februar 1906 Alfred von Martin durch.
Die Končistá war am 29. und 30. August 1918 Ziel eines slowakischen „Volksausflugs“, des letzten vor dem Zerfall der Habsburgermonarchie. Sie war anstelle des sonst üblichen Kriváň gewählt worden, um die Aufmerksamkeit der Polizei nicht zu erregen. Die Teilnehmer mussten aufgrund eines Wolkenbruchs unweit des Sattels Lúčne sedlo den Aufstieg abbrechen.
Der Berg ist heute nur mit einem Bergführer zu besteigen, Anstiegswege führen zum Beispiel vom Berghotel Sliezsky dom und vom Gebirgssee Popradské pleso herauf, beide über den See Batizovské pleso.